# Kloster Eschau

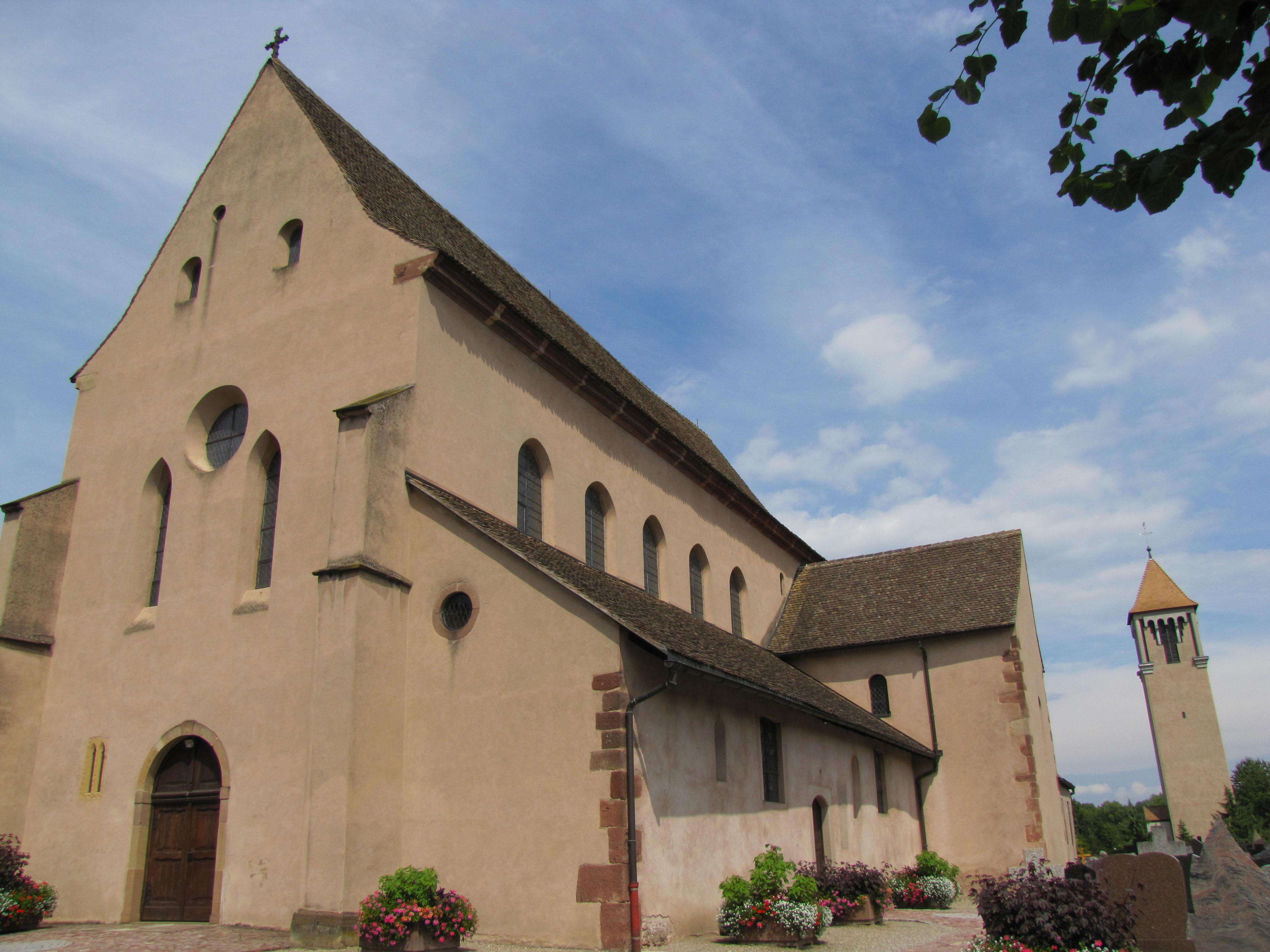
Kloster Eschau: Kirche Saint-Trophime

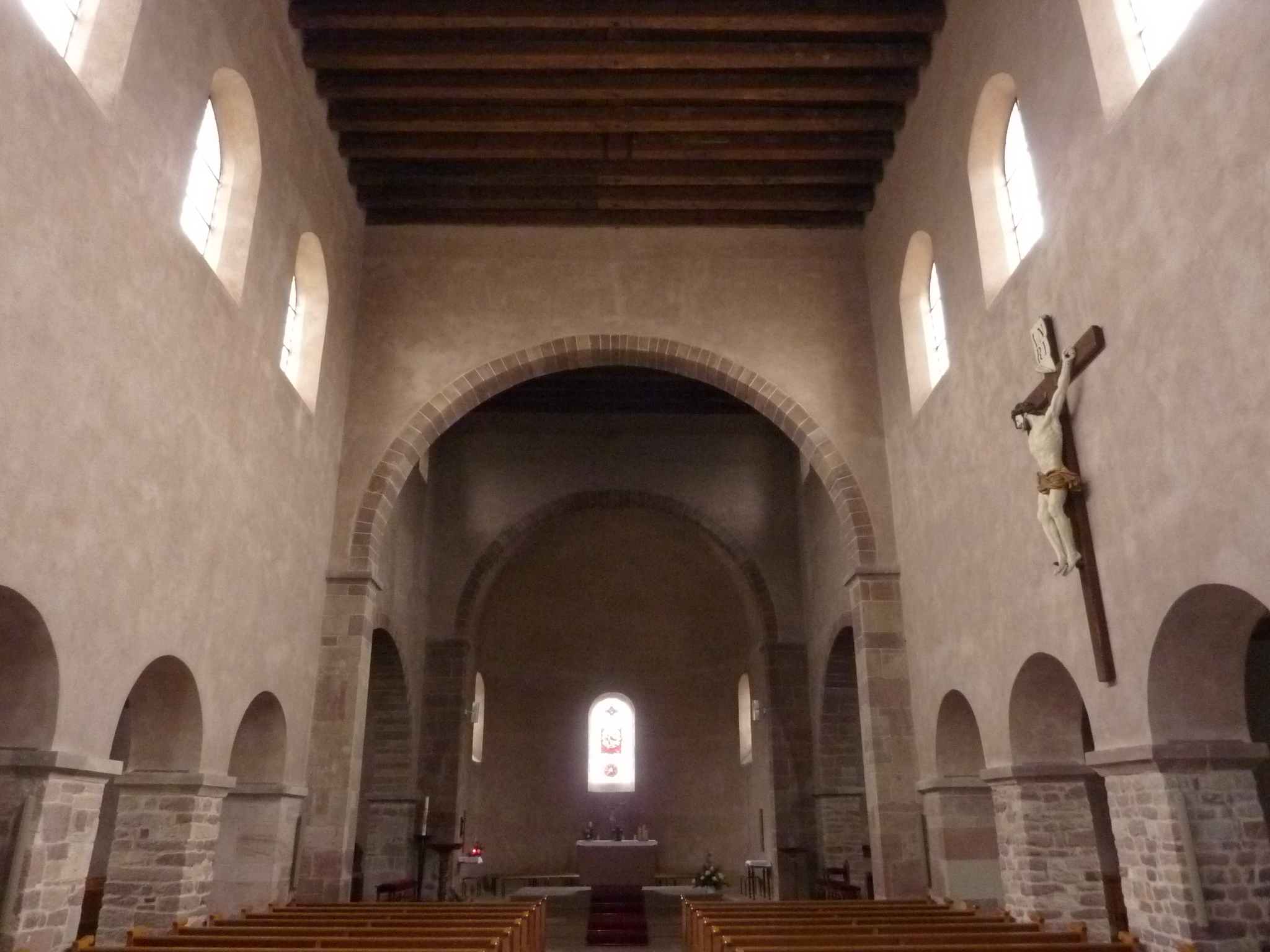
Blick durch das Langhaus der Kirche Saint-Trophime

Das Kloster Eschau, auch Abtei Eschau, war ein Benediktinerinnen-Kloster im Elsass und Keimzelle der Gemeinde Eschau.

## Geschichte
Das Kloster Eschau entstand als Nonnenkloster in der Regierungszeit Kaiser Karls des Großen als Stiftung des Bischofs Remigius von Straßburg. Er ließ auch Reliquien der Heiligen Sophia von Rom hierher bringen.
Die im späten 10. Jahrhundert erbaute ottonisch-romanische Abteikirche Saint-Trophime gehört zu den ältesten Kirchen im Elsass. Teile des reich verzierten Kreuzgangs aus dem 11./12. Jahrhundert sowie der romanischen Ausstattung befinden sich heute im Musée de l’Œuvre Notre-Dame in Straßburg.
Das Vogteirecht des Klosters lag bei den Herren von Lichtenberg.